# Ștefanca, Mureș
Ștefanca este un sat în comuna Miheșu de Câmpie din județul Mureș, Transilvania, România.